# Garralda
Garralda település Spanyolországban, Navarra autonóm közösségben. Garralda Auritz-Burguete, Arce, Oroz-Betelu, Garaioa, Aribe, Aria és Orbaizeta községekkel határos. Lakosainak száma 180 fő (2024).

## Népesség
A település népessége az elmúlt években az alábbi módon változott:
| Lakosok száma | 200  | 195  | 195  | 203  | 189  | 186  | 181  | 190  | 190  | 180  |
|               | 2001 | 2004 | 2006 | 2009 | 2011 | 2014 | 2016 | 2019 | 2021 | 2024 |